# Symphony of Enchanted Lands
Symphony of Enchanted Lands è il secondo album della band italiana Rhapsody, pubblicato il 5 ottobre 1998.
Dall'album è stato estratto il singolo Emerald Sword.

## Il disco
Dal punto di vista delle liriche, questo è il secondo capitolo della "Emerald Sword Saga", iniziata con il precedente disco e che ha come protagonista il Guerriero di Ghiaccio e la sua missione alla ricerca della Spada di Smeraldo. 	
Attraversate valli e rovine, il guerriero è in cerca della terza chiave. Aperti i cancelli raggiunge l'altare, da dove risveglierà i draghi. Giunto in una caverna oscura e guidato dal fato, osserva un mondo irreale. 
Raggiunta la fine di quel luogo arcano, incontra due demoni appena destati, ma i draghi lo aiutano a sconfiggerli con il loro potere. Altri guerrieri sono caduti in queste lande, la gloria porterà alle loro anime la vittoria: i re di Algalord attendono l'arrivo del guerriero con la Spada di Smeraldo. 
Queste lande sono oscure e demoniache: circondato da mostri, il guerriero è condannato ad attraversare i cancelli dell'infinito. 
Il guerriero si perde in un sogno speranzoso: richiama ancora al cuore il suo cielo per custodire la sua anima. In groppa a Tharos, il grande drago, il guerriero cavalca le ombre. Ai piedi della torre dell'abisso, tra i morti viventi, ora cavalca i venti dell'eternità. 
Il guerriero chiede la forza della tempesta al suo fianco, combatterà e raggiungerà la sua meta grazie al drago. Ma Tharos viene sconfitto e si prepara al suo ultimo volo verso la morte. 
Il guerriero dona i suoi ringraziamenti alle magiche terre incantate dei draghi, e raccoglie fiero la Spada di Smeraldo. 
Ora potrà annientare il re del caos e annientare il suo regno.

## Tracce
1. Epicus Furor - 1:14
2. Emerald Sword - 4:21
3. Wisdom of the Kings - 4:29
4. Heroes of the Lost Valley - 2:04
  - Entering The Waterfalls' Kingdom
  - The Dragons' Pride
5. Eternal Glory - 7:29
6. Beyond the Gates of Infinity - 7:24
7. Wings of Destiny - 4:28
8. The Dark Tower of Abyss - 6:47
9. Riding the Winds of Eternity - 4:16
10. Symphony of Enchanted Lands - 13:17
  - Tharos' Last Flight
  - The Hymn Of The Warrior
  - Rex Tremende
  - The Immortal Flame

## Formazione
- Fabio Lione - voce
- Luca Turilli - chitarra
- Alessandro Staropoli - tastiera
- Daniele Carbonera - batteria
- Alessandro Lotta - basso